# Telekom Baskets Bonn
El Telekom Baskets Bonn, comúnmente conocido como Baskets Bonn, es un equipo de baloncesto profesional de la ciudad de Bonn (Alemania) que militá en la máxima categoría del baloncesto teutón: la BBL y en la tercera competición europea, la BCL. El patrocinador del club es la compañía alemana Deutsche Telekom, una gran empresa de telefonía e internet, que también vende móviles (T-Mobile) en Estados Unidos. Disputa sus encuentros como local en el Telekom-Dome, pabellón con capacidad para 6000 espectadores.

## Historia
El Telekom Baskets Bonn nació en 1992 como fusión del Godesberger TV, fundado en 1970, y del SC Fortuna Bonn, fundado en 1973 y su mayor logro hasta la fecha fue el la disputa de la final de la copa de Alemania en 1995 de la que a la postre resultó subcampeón. El equipo llegó a la Final Four de la Bundesliga 9 veces en 17 años y así se convirtió en uno de los equipos alemanes más importantes de por entonces.

## Nombres
- BG Bonn 92

(1992-1995)
- Telekom Baskets Bonn

(1995-)

## Registro por temporadas
| Temporada | División | Liga                  | Posición | Play-Offs         | Copa de Alemania | Competición Europea            |
| --------- | -------- | --------------------- | -------- | ----------------- | ---------------- | ------------------------------ |
| 1992–93   | 2        | 2. BBL                | 7        | Fuera de playoffs | –                | –                              |
| 1993–94   | 2        | 2. BBL                | 5        | Playoffs          | –                | –                              |
| 1994–95   | 2        | 2. BBL                | 7        | Fuera de playoffs | –                | –                              |
| 1995–96   | 2        | 2. BBL                | 1        | Asciende          | –                | –                              |
| 1996–97   | 1        | Basketball Bundesliga | 2        | Subcampeón        | Semifinales      | –                              |
| 1997–98   | 1        | Basketball Bundesliga | 5        | Cuartos de final  | –                | Juega Copa Korać               |
| 1998–99   | 1        | Basketball Bundesliga | 2        | Subcampeón        | –                | Juega Copa Korać               |
| 1999–00   | 1        | Basketball Bundesliga | 4        | Semifinales       | –                | Juega Copa Saporta             |
| 2000–01   | 1        | Basketball Bundesliga | 2        | Subcampeón        | –                | Copa Saporta Cuartos de final  |
| 2001–02   | 1        | Basketball Bundesliga | 4        | Semifinales       | –                | Copa Saporta Cuartos de final  |
| 2002–03   | 1        | Basketball Bundesliga | 3        | Semifinales       | Cuartos          | Juega Copa ULEB                |
| 2003–04   | 1        | Bundesliga            | 4        | Semifinales       | –                | Juega Copa ULEB                |
| 2004–05   | 1        | Bundesliga            | 9        | –                 | Subcampeón       | Juega Copa ULEB                |
| 2005–06   | 1        | Bundesliga            | 7        | Cuartos de final  | –                | Juega Eurocup                  |
| 2006–07   | 1        | Basketball Bundesliga | 7        | Cuartos de final  | –                | –                              |
| 2007–08   | 1        | Bundesliga            | 2        | Subcampeón        | –                | –                              |
| 2008–09   | 1        | Bundesliga            | 2        | Subcampeón        | Subcampeón       | EuroChallenge Cuartos de final |
| 2009–10   | 1        | Basketball Bundesliga | 8        | Cuartos de final  | –                | Juega Eurocup                  |
| 2010–11   | 1        | Basketball Bundesliga | 13       | –                 | –                | Juega EuroChallenge            |
| 2011–12   | 1        | Basketball Bundesliga | 8        | Cuartos de final  | Subcampeón       | Juega EuroChallenge            |
| 2012–13   | 1        | Basketball Bundesliga | 7        | Cuartos de final  | Cuartos de final | Juega EuroChallenge            |
| 2013–14   | 1        | Basketball Bundesliga | 5        | Cuartos de final  | Cuartos de final | –                              |
| 2014–15   | 1        | Basketball Bundesliga | 4        | Cuartos de final  | Cuarta Posición  | Juega Eurocup                  |
| 2015–16   | 1        | Bundesliga            | 11       | –                 | –                | Juega Eurocup                  |
| 2016–17   | 1        | Bundesliga            | 7        | Cuartos de final  | Cuartos de final | Juega FIBA Europe Cup          |
| 2017–18   | 1        | Bundesliga            | 5        | Cuartos de final  |                  | Juega Champions League         |
| 2018–19   | 1        | Bundesliga            | 7        | Cuartos de final  | Semifinales      | Juega Champions League         |
| 2019–20   | 1        | Bundesliga            | 15       | -                 | Cuartos de final | Juega Champions League         |

## Palmarés
- Campeón de la Liga de Campeones : 1

2023
- Campeón de la 2. Basketball Bundesliga : 1

1996
- Subcampeón de la BBL : 6

1997, 1999, 2001, 2008, 2009 y 2023
- Subcampeón de la Copa de baloncesto de Alemania: 3

2005, 2009 y 2012

## Jugadores destacados
| - Gunther Behnke - Patrick Flomo - Alex King - Bernd Kruel - David McCray - Tim Ohlbrecht - Klaus Perwas - Jonas Wohlfarth-Bottermann - Altron Jackson - Jacob Jaacks - Jason Gardner - Tony Gaffney - Winsome Frazier - Chris Ensminger - Ronald Dupree - Jason Conley - Ronnie Burrell - Folarin Campbell - Brandon Bowman - Ryan Brooks |  | - Ken Johnson - Arvid Kramer - Mickey McConnell - Jared Jordan - Jamel McLean - Eric Taylor - Bryce Taylor - Robert Vaden - Andrew Wisniewski - Kyle Weems - Talor Battle - Sinisa Kelecevic - Aleksandar Radojević - Kristaps Janicenoks - Aleksandar Ćapin - Paul Burke - Rimantas Kaukėnas - Simonas Serapinas - Donatas Zavackas - Branko Milisavljević |  | - Aleksandar Nadjfeji - / Hurl Beechum - / Steven Hutchinson - / Dominik Bahiense de Mello - / Branko Klepač - / Michael Meeks - / Earl Rowland - / Patrick Ewing, Jr. - / Kurt Looby |

## Entrenadores destacados
- Michael Koch 8 temporadas: '05-'13